# Batalla naval de Vallecas
La batalla naval de Vallecas es una fiesta que se celebra en el distrito de Puente de Vallecas en Madrid, en la que los participantes se arrojan agua los unos a los otros. Se celebra el domingo del segundo o tercer fin de semana de julio, englobada en las fiestas populares de la Virgen del Carmen.

## Historia

### Origen
Un día de julio de 1981, algunos grupos de jóvenes que participaban en las Fiestas del Carmen decidieron hacer frente al intenso calor ambiental y empezaron a refrescarse primero y a empaparse después con las bocas de riego de la calle Peña Gorbea, conocida popularmente como el Bulevar de Vallecas. De este baño improvisado y de la utópica reivindicación del "Puerto de Mar para Vallekas" nació la Batalla Naval de Vallecas.
En el año 1982 se llevó a cabo la inauguración de ese imaginario puerto de mar, a la cual acudieron más de 3.000 vallecanos. Esta primera Batalla Naval estuvo organizada por los colectivos vecinales, juveniles, sociales y culturales, y en ella se nombró, como otro divertimento más, al primer Presidente de la República de Vallecas.
Desde entonces, este evento festivo se celebra año tras año con notable éxito, aunque su realización ha tenido que superar a veces diversos problemas como los motivados por las prohibiciones de las autoridades o los problemas derivados de la sequía. Así, en 1992 se tuvo que celebrar la fiesta con espuma, en 1993 se empleó mayoritariamente agua reciclada y en 2020 tuvo que suspenderse debido a la pandemia de coronavirus.

### La fiesta en la actualidad
La fiesta ha ido institucionalizándose, de las celebraciones más o menos espontáneas y clandestinas del principio a su organización por parte de una coordinadora de más de una treintena de colectivos locales durante los últimos años de la década de los 90 del pasado siglo; creándose en el año 2001 la Cofradía Marinera de Vallecas, organizadora actual del evento que nace con el objetivo de impulsar esta singular celebración y especialmente de superar todas las trabas legales que se producen para la celebración de esta fiesta.
La Batalla Naval de Vallecas, a lo largo de su historia, ha combinado la diversión y participación masiva del vecindario de Vallecas con un carácter utópico y reivindicativo. En cada edición, se escoge un lema alusivo a alguna reivindicación social, generalmente en la forma «Mójate por/contra ...». Por ejemplo, en 2007, se manifestó contra el cierre de la iglesia roja de Entrevías; en 2011, por la toma de las plazas en alusión al movimiento 15-M; en 2016, contra el machismo; y en 2017, para dar asilo a los refugiados.
La participación de la edición de 2012 se estimó en unas 7.000 personas.
La fiesta aparece tratada en diferentes publicaciones ya sean de carácter antropológico, como las efectuadas por el Consejo Superior de Investigaciones Científicas (CSIC); de análisis social, como en el libro "Vallekas, puerto de mar"; o lúdico, tal como aparece en la guía Lonely Planet.
La Batalla Naval de Vallecas de 2016 se incluyó en la programación de Veranos de la Villa realizada por el Ayuntamiento de Madrid.